# Philodromus grazianii
Philodromus grazianii este o specie de păianjeni din genul Philodromus, familia Philodromidae, descrisă de Caporiacco, 1933.
Este endemică în Libya. Conform Catalogue of Life specia Philodromus grazianii nu are subspecii cunoscute.